# Marie Hafström
Marie Monica Hafström, född 12 december 1944 i Stockholm, är en svensk ämbetsman. Hon är dotter till Gerhard Hafström och syster till Jonas Hafström.
Hafström avlade juris kandidat-examen 1968 och tjänstgjorde inom domstolsväsendet till 1978, då hon anställdes som politiskt sakkunnig i regeringskansliet. Efter en kortare period på Utrikesdepartementet 1985–1986 var hon departementsråd i Försvarsdepartementet 1986–1996. Hon utnämndes 1996 till generaldirektör och chef för Kustbevakningen, en tjänst som hon lämnade 2005 för att bli den första generaldirektören för Försvarsmakten. Generaldirektören för Försvarsmakten är ställföreträdande myndighetschef under överbefälhavaren. Hon efterträddes 2008 av Ulf Bengtsson. I november 2009 utsågs Hafström till särskild utredare av hur den nya havsmyndigheten ska organiseras. och i april 2012 till särskild utredare i utredningen om översyn av samhällets alarmeringstjänst. Hafström är Hilda senior i nätverket Hilda, bildat 2007 av Sveriges Advokatsamfund.
Hon invaldes 1998 som ledamot av Krigsvetenskapsakademien och blev 2009 ledamot av Ingenjörsvetenskapsakademien.